# Троянські
Троянські – шляхетський герб, що відомий лише з п'яти печаток.

## Опис герба
Опис з використанням принципів блазонування, запропонованих Альфредом Знамієровським:
У полі дуга півколом, на якій розміщений T-подібний знак, у півколі півмісяць. Кольори невідомі.
Клейнод: три пера страуса.

## Найбільш ранні згадки
Печктки Т., С., М., С. і Ю. Троянських від 1563 р. .

## Гербовий рід
Оскільки герб є власним, право на користування ним належить тільки одному роду - Троянських.